# 齊藤彩 (美術家)
齊藤 彩（さいとう あや、1981年 - ）は、日本の画家。

## 経歴
- 2003年 - 女子美術大学洋画専攻卒業[1]。

### 受賞歴
- 2003年 - GEISAIミュージアム 北原照久賞
- 2004年 - GEISAI 奈良美智賞/第一回フォイル・アワード グランプリ
- 2005年 - 第25回グラフィックアート『ひとつぼ展』グランプリ

### 展示
- 2003年 - 「ARTISTS BY ARTISTS」展（六本木ヒルズ森アーツセンター内ギャラリー１）
- 2005年 - 「だるまさんがころんだ」展（リトルモアギャラリー）/「群馬青年ビエンナーレ'05」展（群馬県立現代美術館）/「Ten Colors展」（女子美アートミュージアム）
- 2005年 - 作品集「だるまさんがころんだ」リトル・モア出版